# Clan armigère
Un clan armigère est un clan, une famille ou un nom écossais enregistré auprès de la Court of the Lord Lyon (en) qui a eu autrefois un chef portant des armes indifférenciées, mais qui n'a pas actuellement de chef reconnu comme tel par la cour du Lord Lyon d'Édimbourg.
Avant 1745, tous les chefs de clan écossais possédaient des armes ; cependant, toutes ne sont pas enregistrées dans le Public Register of All Arms and Bearings in Scotland, établi en 1672.

## Héraldique
En héraldique écossaise, seuls les chefs de clan, de famille ou de nom portent des armoiries indifférenciées. Un clan est considéré comme une « noblesse » car le chef de clan est un titre honorifique en Écosse et confère son statut de noblesse au clan. N'ayant pas de tels chefs, les clans armigères ne sont pas reconnus comme des communautés nobles et n'ont aucun statut juridique en droit écossais,,,.